# Tagrør
Tagrør (Phragmites australis) er et 100-300 centimeter højt græs, der vokser ved lavvandede strandbredder, søer, grøfter og strandenge. De visne strå har især tidligere været anvendt til stråtage.
Også benævnt som "siv".

## Beskrivelse
Tagrør er et flerårigt græs med en tæppedannende, men opret vækst. Stænglerne er først blågrønne, men de bliver snart grågrønne. De er opdelt i afsnit med markante led ("knæ"), som hver bærer ét af de spredte blade. Bladene er flade, hårløse og grågrønne med hel (og skarp) rand. Bladskeden er åben og lukker sig ikke omkring stænglen.
Blomstringen sker i august-september, hvor man ser de mange, violette småaks samlet i en endestillet top. De nedre aks er som regel rent hanlige, mens de øverste er tvekønnede. Blomsterne er – som altid hos græsserne – reducerede og uregelmæssige. Frugterne er nødder.
Rodnettet består af de krybende, underjordiske stængler, som bærer de grove trævlerødder. Fra hver knæ på jordstænglerne kan planten danne et nyt overjordisk skud.
Højde x bredde og årlig tilvækst: 2 x 0,25 m (200 x 25 cm/år), heri ikke medregnet de skud, som dannes fra jordstænglerne.

## Voksested
Planten er vildtvoksende på alle kontinenter (undtagen Antarktis). Den findes i rørsumpe på lavt vand, hvor den danner næsten rene bestande, dvs. uden andre plantearter indblandet. På samme måde kan den findes i både fersk- og brakvand overalt i Danmark.
Grunden til tagrør er så god til at danne rene bestande, er fordi den udskiller nogle væksthæmmende stoffer, som sørger for, at der ikke står andre planter omkring den, dette kaldes allelopati.

## Anvendelse
Tagrør har tidligere været almindeligt brugt som materiale til tagdækning og bruges endnu i dag til især renovering af gamle huse, men også her og der til forskønnelse af nyere boliger.